# Arminio (Händel)
Arminio (HWV 36) è un'opera in tre atti composta da Georg Friedrich Händel.

## Storia delle esecuzioni
Insieme a Giustino e Berenice, Arminio è una delle tre opere che Händel scrisse in un periodo di sei mesi nel 1736. Iniziò con la composizione di Giustino il 14 agosto 1736, seguita da quella di Arminio il 15 settembre. Terminato Arminio riprese a lavorare su Giustino che terminò il 20 ottobre. A metà dicembre proseguì componendo Berenice.
Arminio fu eseguita per la prima volta il 12 gennaio 1737 al Covent Garden Theatre, prima di Giustino. Fu eseguito solo cinque volte, l'ultima il 12 febbraio.
La prima esecuzione moderna ebbe luogo il 23 febbraio 1935 a Lipsia, in una versione in lingua tedesca di Max Seiffert e Hans Joachim Moser.

## Libretto

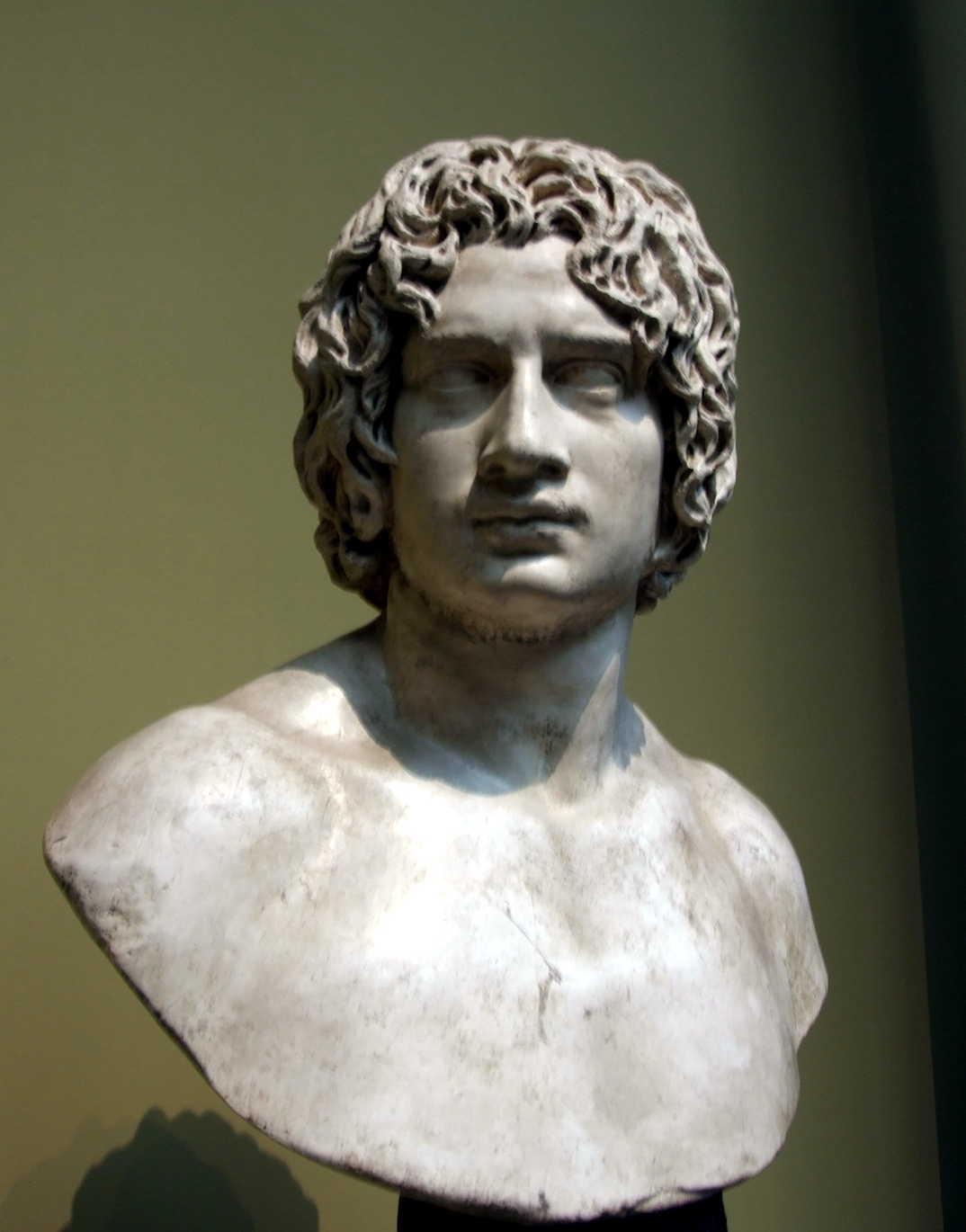
Arminius Pushkin

Il libretto è basato su un precedente testo con lo stesso titolo di Antonio Salvi, che l'aveva scritto per la musica di Alessandro Scarlatti. La storia tratta del generale germanico Arminius, che sconfisse i Romani comandati da Publius Quinctilius Varus nel 9 d.C. e di sua moglie Thusnelda. Sebbene si tratti di un soggetto storico, i particolari ed i personaggi, come vengono descritti nell'opera, sono interamente di fantasia.

## Analisi musicale
Il ritorno di Handel ad un libretto eroico vecchio stile per Arminio, dopo il romanticismo e la fantasia di Ariodante, Alcina e Atalanta è sorprendente e non del tutto riuscito.
La sequenza di scontri melodrammatici, che avvengono in rapida successione a causa della condensazione spietata del recitativo, oscura l'individualità dei personaggi e la musica non riesce completamente a ripristinarla. Le arie oscillano tra canzoni brevi a struttura singola e pezzi elaborati non particolarmente espressivi del loro contesto drammatico.
Arminio però ha anche alcuni brani molto fini, in particolare la sua nobile dichiarazione di fedeltà alla sua Patria ("Al par della mia sorte"), col suggerimento di una ciaccona su basso continuo, e la sua aria in prigionia "Vado a morir". "Rendimi il dolce sposo" di Tusnelda che termina il secondo atto è una bella siciliana e l'aria di Varo così comunicativa nel terzo atto "Mira il Ciel" fa un uso evocativo di oboi e corni.

## Ruoli
| Ruolo                                                          | Tipo voce          | Cast della prima, 12 gennaio 1737 |
| -------------------------------------------------------------- | ------------------ | --------------------------------- |
| Arminio (Arminius) principe dei Cauci e dei Cherusci           | contralto castrato | Domenico Annibali                 |
| Tusnelda (Thusnelda) figlia di Segeste e moglie di Arminio     | soprano            | Anna Maria Strada del Pò          |
| Sigismondo (Sigismund) figlio di Segeste ed amante di ramise   | soprano castrato   | Gioacchino Conti ("Gizziello")    |
| Ramise sorella di Arminio                                      | contralto          | Francesca Bertolli                |
| Segeste principe dei Catti, ausiliario di Varo                 | basso              | Henry Reinhold                    |
| Varo (Varus) generale romano, comandante delle truppe sul Reno | tenore             | John Beard                        |
| Tullio (Tullius) tribuno romano, capitano di Varo              | contralto          | Maria Caterina Negri              |